# Marne
Marne este un departament în nord-estul Franței, situat în Champagne, în regiunea Grand Est. Este unul dintre departamentele originale ale Franței create în urma Revoluției din 1790. Este numit după râul omonim care traversează departamentul. În departament se află marea parte din viile din regiunea Champagne care dă numele faimosului vin spumos. De asemenea Catedrala din Reims este locul istoric de încoronare a regilor Franței.

## Localități selectate

### Prefectură
- Châlons-en-Champagne

### Sub-prefecturi
- Épernay
- Reims
- Sainte-Menehould
- Vitry-le-François

## Diviziuni administrative
- 5 arondismente;
- 44 cantoane;
- 619 comune;